# Peggy Lipton
Margaret Ann (Peggy) Lipton (n. 30 august 1946, New York City, New York, SUA – d. 11 mai 2019, Los Angeles, California, SUA) a fost o actriță americană.

## Date biografice
Lipton a fost la început fotomodel. Când avea 17 ani pleacă la Hollywood unde primește roluri secundare în seriale TV ca "Mosby's Marauders". În 1968 joacă în filmul polițist serial Twen-Police (The Mod Squad). Se căsătorește cu compozitorul de culoare Quincy Jones. După divorț în 1989 putea fi văzută din nou în seriale TV. În 1993 primește un rol în filmul "Black and White" cu Michael Jackson. Peggy Lipton este de patru ori nominalizată pentru premiul Globul de Aur. Conform relatărilor de la New York Post, în anul 2004 este diagnosticată cu cancer la colon.

## Filmografie
- Rules of Engagement , Adam's Mom, Fay, TV—2007
- Jackpot, Janice—2001
- Skipped Parts, Laurabel Pierce—2000
- The '70s, Gloria Steinem—2000
- The Intern, Roxanne Rochet—2000
- The Postman, Ellen March—1997
- Justice For Annie: A Moment Of Truth Movie, Carol Mills, TV—1996
- Deadly Vows, Nancy Wilson, TV—1994
- The Spider And The Fly, Helen Stroud, TV—1994
- Wings (NBC TV series)—1994
- Angel Falls, Hadley Larson, TV Series—1993
- Dangerous: The Short Films, Mother, ('Black or White' video)—1993
- Twin Peaks: Fire Walk with Me, Norma Jennings—1992
- Secrets, Olivia Owens TV Series—1992
- True Identity, Rita—1991
- Fatal Charm, Jane Sims—1990
- Twin Peaks, Norma Jennings TV Series—1990
- Kinjite: Forbidden Subjects, Kathleen Crowe—1989
- Purple People Eater, Mom—1988
- I'm Gonna Git You Sucka, Uncredited—1988
- War Party, TV Correspondent—1988
- Addicted to His Love, Assistant DA TV—1988
- Return of the Mod Squad, Julie Barnes TV—1979
- A Boy...a Girl—1969
- The Mod Squad, Julie Barnes TV Series—1968
- Blue, Laurie Kramer—1968
- Mosby's Marauders, Oralee Prentiss—1967
- The Virginian, Dulcie Colby TV Series—1966
- The John Forsythe Show, Joanna TV Series—1965